# Statua equestre di Cangrande della Scala
La statua equestre di Cangrande della Scala è una scultura in marmo raffigurante Cangrande I della Scala, signore di Verona in armi ed è attribuita allo scultore veronese Giovanni di Rigino o al comasco Bonino da Campione, che lavorò al monumento di Cansignorio della Scala. La statua è conservata al museo di Castelvecchio di Verona.
La scultura in origine era collocata sulla sommità della tomba di Cangrande, collocata nel complesso delle Arche scaligere, sopra la porta settentrionale della chiesa di Santa Maria Antica, nel centro di Verona. Nel 1909 venne rimossa e collocata inizialmente al Museo Civico, sostituita con una copia, opera dello scultore Rodolfo Dusi.

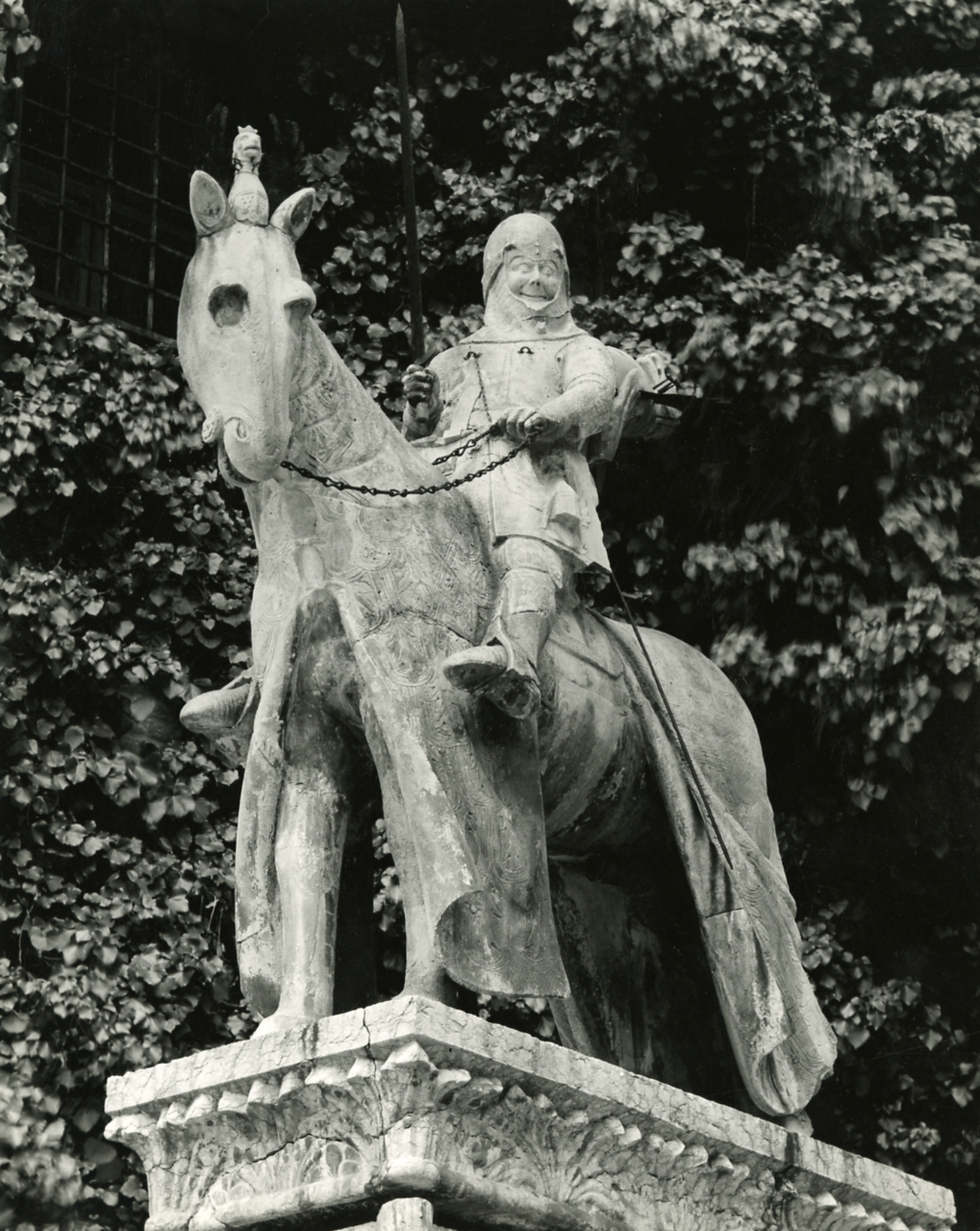
La statua prima dell'allestimento di Carlo Scarpa. Foto di Paolo Monti, 1964
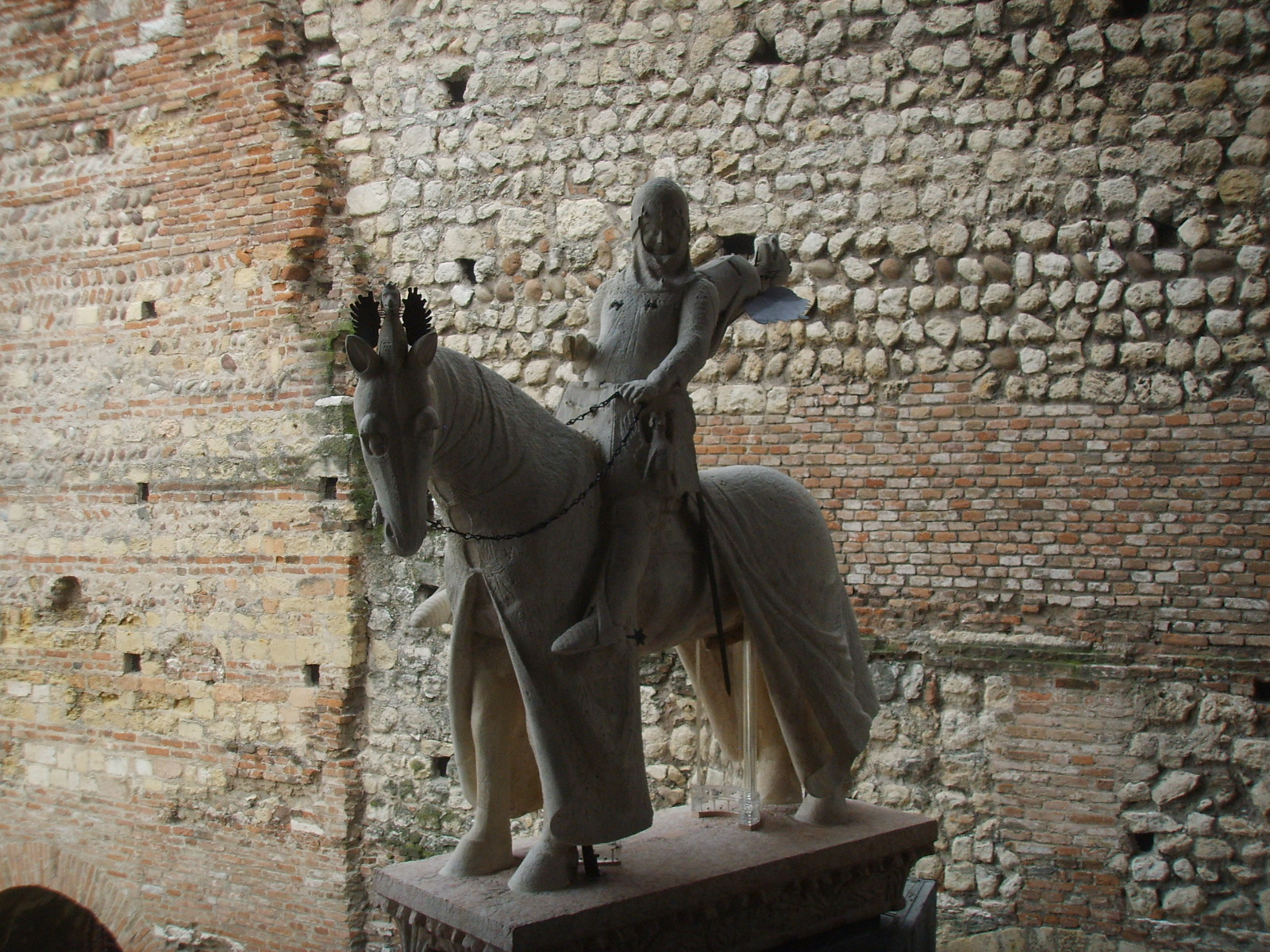
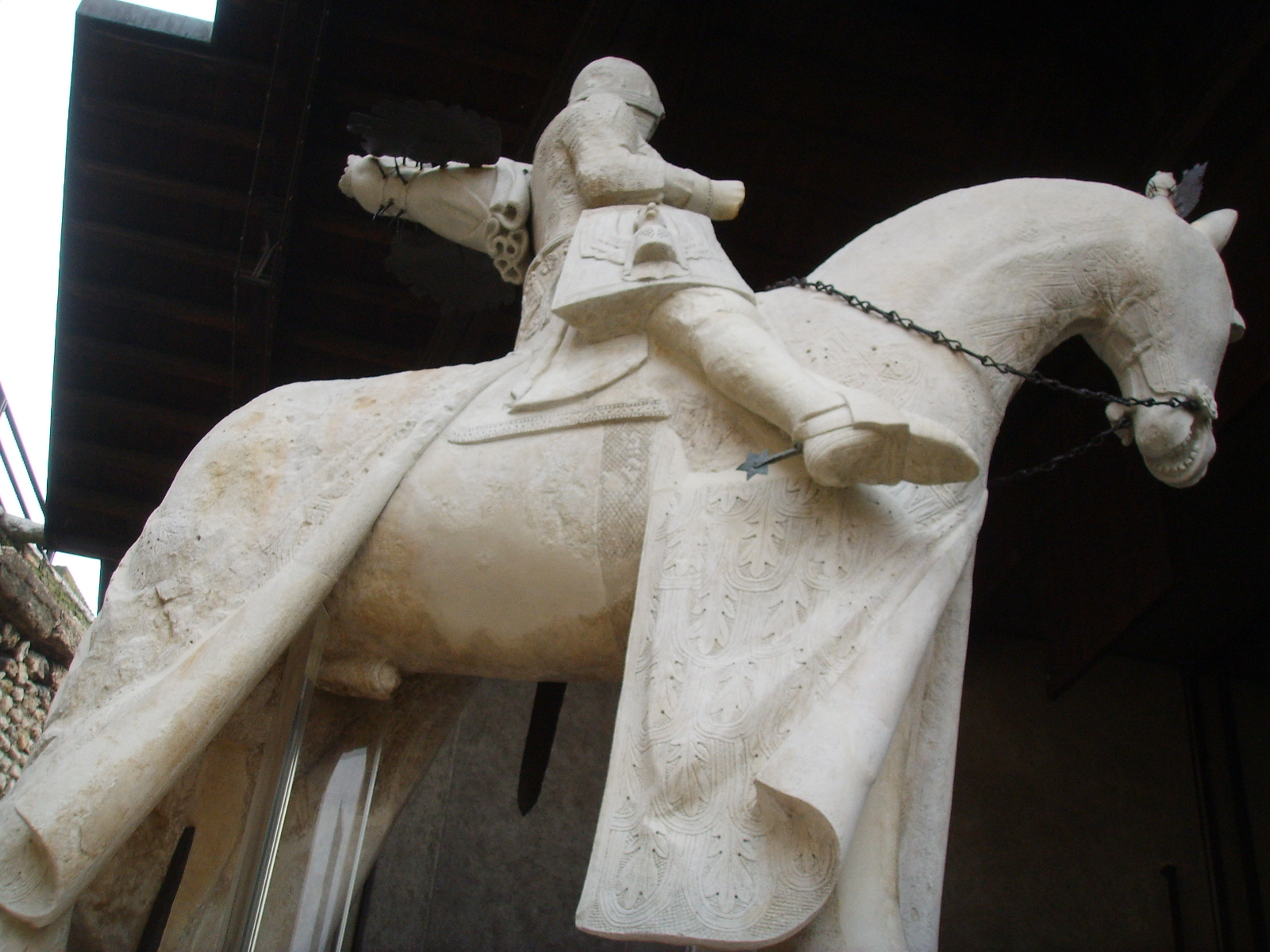
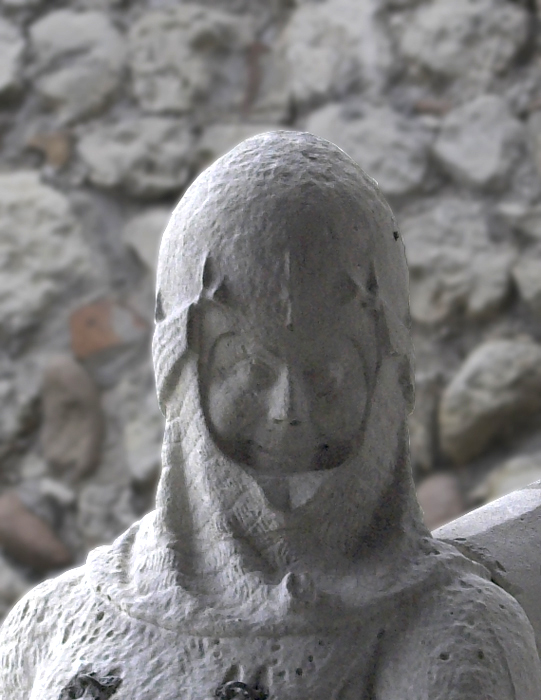
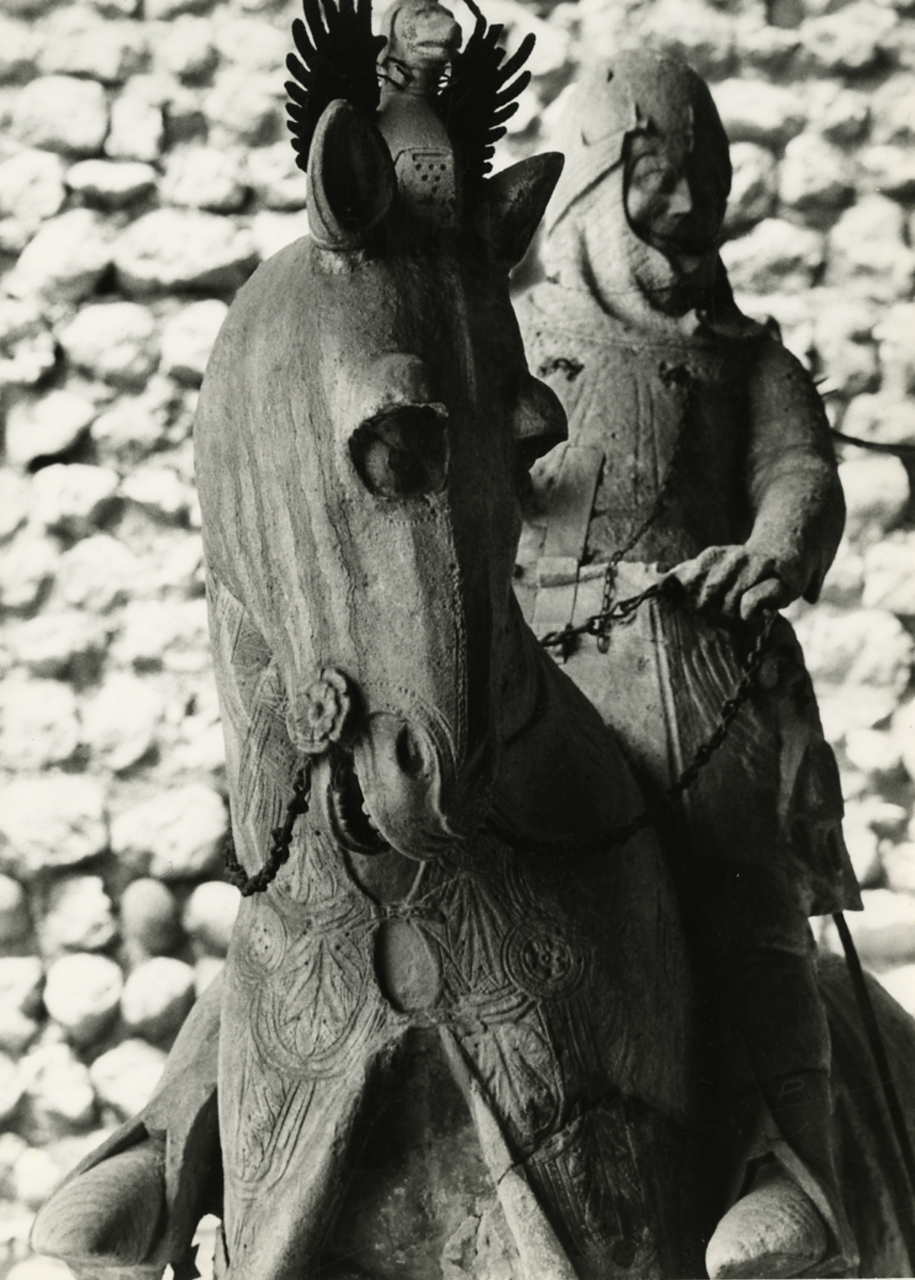
Vista frontale. Foto di Paolo Monti, 1972